# Palm Royale
Palm Royale es una serie de televisión web estadounidense de comedia dramática creada por 	Abe Sylvia para el servicio de streaming Apple TV+. Basada en la novela 	Mr. & Mrs. American Pie de Juliet McDaniel, la serie fue estrenada el 20 de marzo de 2024. En junio de 2024, fue renovada por una segunda temporada.

## Premisa
Ambientada en 1969, la forastera Maxine Dellacorte-Simmons (Kristen Wiig) se esfuerza por conseguir un lugar en la alta sociedad de Palm Beach, Florida, a través del club de campo más exclusivo de la ciudad. La serie sigue el proceso para lograrlo.

## Elenco

### Principal
- Kristen Wiig como Maxine Dellacorte-Simmons
- Ricky Martin como Robert Diaz
- Josh Lucas como Douglas Darby Dellacorte-Simmons
- Leslie Bibb como Dinah Donohue
- Amber Chardae Robinson como Virginia
- Laura Dern como Linda Shaw/Penelope Rollins
- Allison Janney como Evelyn Rollins
- Carol Burnett como Norma Dellacorte

### Recurrente
- Bruce Dern como Skeet Rollins
- Julia Duffy como Mary Meredith Jones Davidsoul
- Kaia Gerber como Mitzi
- Claudia Ferri como Raquel Kimberly-Marco
- Jordan Bridges como Perry Donohue, Embajador de Luxemburgo
- Dominic Burgess como Grayman
- Jason Canela como Eddie
- James Urbaniak como Gerente de Palm Royale
- Mindy Cohn como Ann Holiday
- Ben Palacios como el Príncipe de Luxemburgo / Reginald Baggins
- Aqueela Zoll como la Princesa Stephanie de Luxemburgo
- Crosby Fitzgerald como Sylvia
- Bellina Logan como Rita
- Wesley Mann como Benny Barnhill
- Rick Cosnett como Sargento Tom Sanka
- Roberto Sanchez como Pinky
- Avi Rothman como Astronauta Grant Herkimer
- Michael Hitchcock como Chester
- Adam J. Harrington como Agente Stevens
- Richard Whiten como Agente Clune
- Albert Malafronte como Dr. Prescott

## Producción
En febrero de 2022 se anunció que Apple TV+ había dado luz verde a la serie de 10 capítulos llamada Mrs. American Pie, en la que Kristen Wiig sería la protagonista y Laura Dern sería la productora ejecutiva además de ser potencialmente coprotagonista. Abe Sylvia escribirá la serie con Tate Taylor como directora. El rodaje comenzó en mayo de 2022. La serie cambió de nombre a Palm Royale, en abril de 2023.

## Episodios
| N.º en serie | N.º en temp. | Título                      | Dirigido por    | Escrito por                     | Fecha de emisión original |
| ------------ | ------------ | --------------------------- | --------------- | ------------------------------- | ------------------------- |
| 1            | 1            | «Maxine Goes to Palm Beach» | Tate Taylor     | Abe Sylvia                      | 20 de marzo de 2024       |
| 2            | 2            | «Maxine Saves a Cat»        | Tate Taylor     | Sheri Holman                    | 20 de marzo de 2024       |
| 3            | 3            | «Maxine Like a Dellacorte»  | Abe Sylvia      | Sharr White                     | 20 de marzo de 2024       |
| 4            | 4            | «Maxine Rolls the Rice»     | Abe Sylvia      | Becky Mode                      | 27 de marzo de 2024       |
| 5            | 5            | «Maxine Shakes the Tree»    | Stephanie Laing | Emma Rathbone                   | 3 de abril de 2024        |
| 6            | 6            | «Maxine Takes a Step»       | Stephanie Laing | Celeste Hughey                  | 10 de abril de 2024       |
| 7            | 7            | «Maxine Bags a Price»       | Abe Sylvia      | Logan Faust & Sheri Holman      | 17 de abril de 2024       |
| 8            | 8            | «Maxine Saves the Whale»    | Claire Scanlon  | Sharr White                     | 24 de abril de 2024       |
| 9            | 9            | «Maxine Makes a Splash»     | Claire Scanlon  | Kelly Hutchinson                | 1 de mayo de 2024         |
| 10           | 10           | «Maxine Throws a Party»     | Tate Taylor     | Sheri Holman & Kelly Hutchinson | 8 de mayo de 2024         |